# Wójtostwo (województwo wielkopolskie)
Wójtostwo – wieś w Polsce, położona w województwie wielkopolskim, w powiecie poznańskim, w gminie Pobiedziska, nad jeziorem Wójtostwo. Należy do sołectwa Promno.
W latach 1934–1954 w granicach miasta Pobiedziska.
W latach 1975–1998 miejscowość należała administracyjnie do województwa poznańskiego.